# Sebastián Sosa Sánchez
Sebastián Sosa Sánchez (Melo, Uruguay; 13 de marzo de 1994) es un futbolista profesional uruguayo. Juega de delantero en Everton de Viña del Mar de la Primera División de Chile.

## Trayectoria
Se formó en Melo Wanderers, donde fue goleador de la tercera división de Melo en el 2011. Ese mismo año debutó en primera con Cerro Largo ante Fénix ingresando a los 76 minutos de partido. 
Marcó cuatro goles en el Apertura 2011, llamando la atención del SSC Napoli italiano y recalando finalmente en el Palermo.

## Vida personal
Es hijo del exfutbolista profesional uruguayo Heberley Sosa Brion y su hermano Nicolás Sosa también es futbolista profesional.

## Estadísticas

### Clubes
- Actualizado hasta el 17 de marzo de 2025.

| Cerro Largo · Uruguay | 1.ª                 | 2011-12             | 22  | 9  | -  | - | - | - | 22  | 9  | 0,40 |
| Cerro Largo · Uruguay | 1.ª                 | 2019                | 14  | 11 | -  | - | - | - | 14  | 11 | 0,78 |
| Cerro Largo · Uruguay | 1.ª                 | 2024                | 32  | 3  | -  | - | 1 | 0 | 33  | 4  | 0,12 |
| Cerro Largo · Uruguay | Total club          | Total club          | 68  | 23 | -  | - | 1 | 0 | 69  | 23 | 0,33 |
| Palermo · Italia | 1.ª                 | 2012-13             | 0   | 0  | 0  | 0 | - | - | 0   | 0  | 0,00 |
| Palermo · Italia | Total club          | Total club          | 0   | 0  | 0  | 0 | - | - | 0   | 0  | 0,00 |
| Central Español · Uruguay | 1.ª                 | 2012-13             | 10  | 1  | -  | - | - | - | 10  | 1  | 0,10 |
| Central Español · Uruguay | 2.ª                 | 2013-14             | 10  | 2  | -  | - | - | - | 10  | 2  | 0,20 |
| Central Español · Uruguay | Total club          | Total club          | 20  | 3  | -  | - | - | - | 20  | 3  | 0,15 |
| Senica · Eslovaquia | 1.ª                 | 2013-14             | 7   | 1  | 1  | 0 | - | - | 8   | 1  | 0,12 |
| Senica · Eslovaquia | Total club          | Total club          | 7   | 1  | 1  | 0 | - | - | 8   | 1  | 0,12 |
| Vllaznia Shkodër · Albania | 1.ª                 | 2014-15             | 20  | 7  | 2  | 2 | - | - | 22  | 9  | 0,40 |
| Vllaznia Shkodër · Albania | 1.ª                 | 2015-16             | 6   | 3  | 2  | 2 | - | - | 8   | 5  | 0,62 |
| Vllaznia Shkodër · Albania | Total club          | Total club          | 26  | 10 | 4  | 4 | - | - | 28  | 14 | 0,50 |
| Nacional · Uruguay | 1.ª                 | 2016                | 1   | 0  | -  | - | 0 | 0 | 1   | 0  | 0,00 |
| Nacional · Uruguay | Total club          | Total club          | 1   | 0  | -  | - | 0 | 0 | 1   | 0  | 0,00 |
| Boston River · Uruguay | 1.ª                 | 2017                | 12  | 2  | -  | - | 1 | 0 | 13  | 2  | 0,15 |
| Boston River · Uruguay | Total club          | Total club          | 12  | 2  | -  | - | 1 | 0 | 13  | 2  | 0,15 |
| Juventud Unida (G) Argentina | 2.ª                 | 2017-18             | 22  | 2  | 1  | 0 | - | - | 23  | 2  | 0,08 |
| Juventud Unida (G) Argentina | Total club          | Total club          | 22  | 2  | 1  | 0 | - | - | 23  | 2  | 0,08 |
| Quilmes Argentina | 2.ª                 | 2018-19             | 4   | 0  | -  | - | - | - | 4   | 0  | 0,00 |
| Quilmes Argentina | Total club          | Total club          | 4   | 0  | -  | - | - | - | 4   | 0  | 0,00 |
| Atlante · México | 2.ª                 | A-2019              | 15  | 5  | 1  | 0 | - | - | 16  | 5  | 0,31 |
| Atlante · México | 2.ª                 | C-2020              | 3   | 0  | 0  | 0 | - | - | 3   | 0  | 0,00 |
| Atlante · México | Total club          | Total club          | 18  | 5  | 1  | 0 | - | - | 19  | 5  | 0,26 |
| Querétaro · México | 1.ª                 | A-2020              | 10  | 1  | 0  | 0 | - | - | 10  | 1  | 0,10 |
| Querétaro · México | Total club          | Total club          | 10  | 1  | 0  | 0 | - | - | 10  | 1  | 0,10 |
| Patronato Argentina | 1.ª                 | 2021                | 24  | 8  | 10 | 2 | - | - | 34  | 10 | 0,30 |
| Patronato Argentina | Total club          | Total club          | 24  | 8  | 10 | 2 | - | - | 34  | 10 | 0,30 |
| Vélez Sarsfield Argentina | 1.ª                 | 2022                | 3   | 0  | 8  | 0 | 2 | 0 | 13  | 0  | 0,00 |
| Vélez Sarsfield Argentina | Total club          | Total club          | 3   | 0  | 8  | 0 | 2 | 0 | 13  | 0  | 0,00 |
| Everton · Chile | 1.ª                 | 2022                | 15  | 4  | 0  | 0 | - | - | 15  | 4  | 0,26 |
| Everton · Chile | Total club          | Total club          | 15  | 4  | 0  | 0 | - | - | 15  | 4  | 0,26 |
| Banfield Argentina | 1.ª                 | 2023                | 23  | 1  | 9  | 1 | - | - | 32  | 2  | 0,06 |
| Banfield Argentina | Total club          | Total club          | 23  | 1  | 9  | 1 | 0 | 0 | 32  | 2  | 0,06 |
| Racing · Uruguay | 1.ª                 | 2025                | 5   | 0  | 0  | 0 | 1 | 0 | 6   | 0  | 0,00 |
| Racing · Uruguay | Total club          | Total club          | 5   | 0  | 0  | 0 | 1 | 0 | 6   | 0  | 0,00 |
| Total en su carrera | Total en su carrera | Total en su carrera | 258 | 60 | 34 | 7 | 5 | 0 | 297 | 68 | 0,23 |
| (1) Las copas nacionales se refiere a la Copa Italia, a la Copa de Eslovaquia, a la Copa de Albania, a la Copa Argentina, a la Copa México y a la Copa de la Liga Profesional. (2) Las copas internacionales se refiere a la Copa Libertadores, a la Copa Sudamericana, a la Liga de Campeones de la UEFA y a la Liga Europa de la UEFA. (3) Media de goles por encuentro. No incluye goles en partidos amistosos. |                     |                     |     |    |    |   |   |   |     |    |      |